# Вирулентность
Вируле́нтность (от лат. virulentus — «ядовитый») — степень способности данного инфекционного агента (штамма микроорганизма или вируса) вызывать заболевание или гибель организма. Вирулентность является мерой патогенности.
Показателями вирулентности являются условные величины — минимальная летальная, 50%-я летальная, 50%-я инфицирующая доза (50 % — вероятность соответствующего события в зависимости от величины дозы).
Вирулентность зависит от свойств самого инфекционного агента, а также от чувствительности (восприимчивости) организма-хозяина. Вирулентность измеряется в количестве единиц (клеток или вирусных частиц) инфекционного агента, необходимых для заражения организма. Вирулентность может значительно колебаться для представителей одного вида микроорганизма. При поддержании инфекционного агента в лабораторных условиях его вирулентность часто ослабляется, что используется при производстве вакцин. Изменения вирулентности, как в сторону усиления, так и ослабления можно также добиться в результате мутагенного воздействия на инфекционный агент.
Способность микроорганизмов, в частности, бактерий, заражать организм-хозяин описывается в количестве бактерий, которое достаточно для заражения, пути проникновения в организм, эффективности защитных механизмов заражаемого организма, а также факторов вирулентности. Факторы вирулентности бактерий — обычно белки или другие молекулы, синтезируемые ферментами клетки. Эти белки и ферменты кодируются как хромосомальной ДНК микроорганизма, так и ДНК, содержащихся в клетке ДНК бактериофагов и плазмид.
Вирулентность патогенного микроба может быть искусственно повышена или понижена до полной её потери различными приёмами. Изменение вирулентности возможно также в естественных условиях.

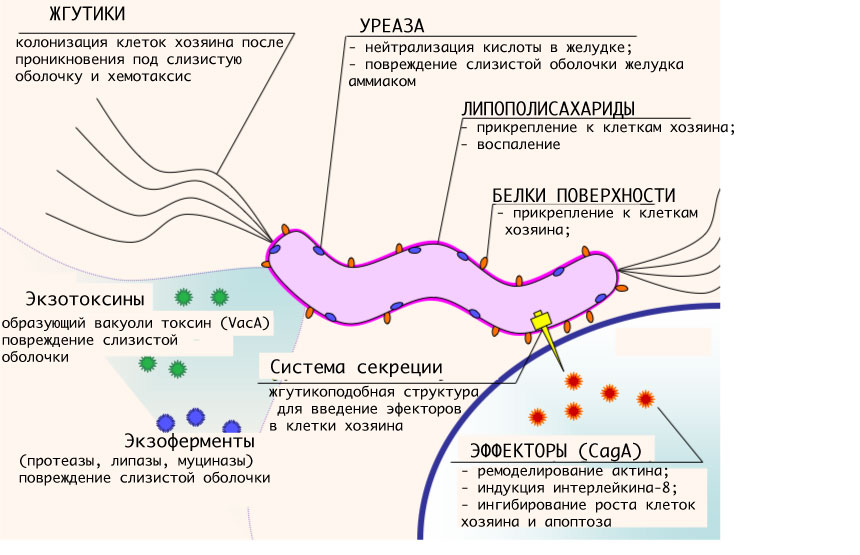
Факторы вирулентности бактерии хеликобактер, вызывающей язву желудка у человека

## Факторы, определяющие вирулентность

### Прикрепление к клеткам (адгезия)
Многие бактерии для заражения определённых клеток организма, например, эпителия кишечника должны к ним прикрепиться. Обнаружено, что большое количество молекул клеток хозяина, в частности, и рецепторы бактерий (белки наружной бактериальной мембраны) принимают участие в этом процессе.

### Колонизация
Представляет собой процесс размножения микробов в месте адгезии. Колонизация обеспечивает накопление микроорганизмов до такой критической концентрации, которая способна вызвать патологическое действие.
Факторы, обеспечивающие колонизацию:
- Продукция IgA-протеаз
- Нейтрализация лизоцима
- Инактивация оксидантов
- Продукция сидерофоров
- Конкуренция с лактоферрином за ионы железа

### Инвазивность
Некоторые вирулентные бактерии продуцируют белки, которые разрушают клеточные мембраны или стимулируют фагоцитоз клеток хозяина. Эти факторы вирулентности позволяют бактериям проникать внутрь тела хозяина через слои клеток, вступивших в контакт с патогеном, будь то клетки наружных покровов растений или животных или слои эпителия внутренних органов.

### Подавление иммунного ответа
Многие бактерии выделяют факторы вирулентности, которые ингибируют иммунную систему организма. Например, бактерии выделяют белки, которые присоединяются к антителам хозяина. Другой тип веществ, ингибирующих иммунный ответ — это полисахариды капсулы, окружающей клетки, в частности, патогена человека стрептококка (Streptococcus pneumoniae). Эти полисахариды затрудняют фагоцитоз бактерий специализированными клетками иммунной системы (макрофагами) и лимфоцитами.

### Токсины
Многие факторы вирулентности — это белки, которые патоген вырабатывает, а затем выделяет (секретирует) в окружающую среду и которые вызывают повреждение тканей хозяина. Например, при пищевых отравлениях именно токсины вызывают симптомы заболевания.

## Вирулентность вирусов
Вирусные факторы вирулентности определяют, произойдёт ли заражение данным вирусом и каковы будут симптомы. Для заражения вирусам часто требуются рецепторы на поверхности клеток хозяина. Обычно комплексы вируса с рецептором затем попадают внутрь клетки в результате процесса эндоцитоза. Вирулентные вирусы, например, вирус иммунодефицита человека — возбудитель СПИД, обладают механизмами проникновения через системы защиты клеток хозяина. ВИЧ вызывает уменьшение количества Т-клеток и подавление (супрессию) иммунного ответа. Смерть же организма наступает от вторичных инфекций, которые возникают после подавления иммунной системы вирусом. Многие вирусы, например, вирус простого герпеса, могут существовать в организме хозяина в течение многих лет, не вызывая существенного повреждения организма хозяина.